# Wittenoom
Wittenoom es una antigua ciudad australiana y un emplazamiento contaminado declarado, a 1.420 kilómetros al norte-noreste de Perth, en Hamersley Range, en la región de Pilbara de Australia Occidental. El emplazamiento contaminado declarado comprende 50.000 hectáreas (120.000 acres), lo que lo convierte en el "mayor emplazamiento contaminado del hemisferio sur".
La zona de Wittenoom fue principalmente pastoral hasta la década de 1930, cuando comenzó la extracción de amianto azul. En 1939, se iniciaron importantes actividades mineras en el desfiladero de Yampire, que se cerró en 1943 cuando comenzaron las minas en el desfiladero de Wittenoom. En 1947 se construyó una ciudad empresarial que, durante la década de 1950, fue la mayor de Pilbara. La población máxima, según el censo australiano realizado el 30 de junio de 1961, era de 881 habitantes (601 hombres y 280 mujeres). Durante los años cincuenta y principios de los sesenta, Wittenoom fue el único proveedor de amianto azul de Australia. La mina se cerró en 1966 debido a su falta de rentabilidad y a la creciente preocupación por la salud derivada de la extracción de amianto en la zona.
El antiguo núcleo urbano ya no cuenta con servicios gubernamentales. En diciembre de 2006, el Gobierno de Australia Occidental anunció que se retiraría el estatus oficial a la ciudad y, en junio de 2007, Jon Ford, Ministro de Desarrollo Regional, anunció que la ciudad había sido oficialmente desclasificada. El nombre de la ciudad se eliminó de los mapas oficiales y de las señales de tráfico, y la Comarca de Ashburton puede cerrar las carreteras que conducen a las zonas contaminadas.
El comité directivo de Wittenoom se reunió en abril de 2013 para ultimar el cierre del pueblo, limitar el acceso a la zona y concienciar sobre los riesgos. Los detalles de cómo lograrlo estaban por determinar, pero probablemente sería necesario expulsar a los residentes que quedaban en el pueblo, convertir los terrenos de dominio absoluto en terrenos de la Corona, demoler casas y cerrar o desviar carreteras. En 2015, quedaban seis residentes. En 2017, el número se había reducido a cuatro, a tres en 2018 y a dos en 2021.
Hacia septiembre de 2022, Wittenoom ya no tenía habitantes, y el Gobierno de Australia Occidental tiene previsto demoler todas las estructuras que queden.

## Nombre

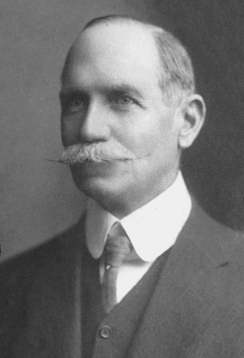
Edward Horne Wittenoom

Wittenoom fue bautizada por Lang Hancock con el nombre de Frank Wittenoom, su socio en la cercana estación de Mulga Downs. Las tierras que rodean Wittenoom fueron colonizadas originalmente por el hermano de Wittenoom, el político Sir Edward Horne Wittenoom.
A finales de la década de 1940, el gobierno solicitó la construcción de una ciudad cerca de la mina, y el Departamento de Minas recomendó que se llamara Wittenoom.
El nombre se aprobó en 1948, pero no se registró oficialmente hasta el 2 de mayo de 1950. En 1951 se cambió el nombre a Wittenoom Gorge a petición de la empresa minera, pero en 1974 se volvió a cambiar a Wittenoom.
La mina cerró en 1966, y la abolición oficial de la ciudad se publicó en el boletín oficial en marzo de 2007.

## Religión

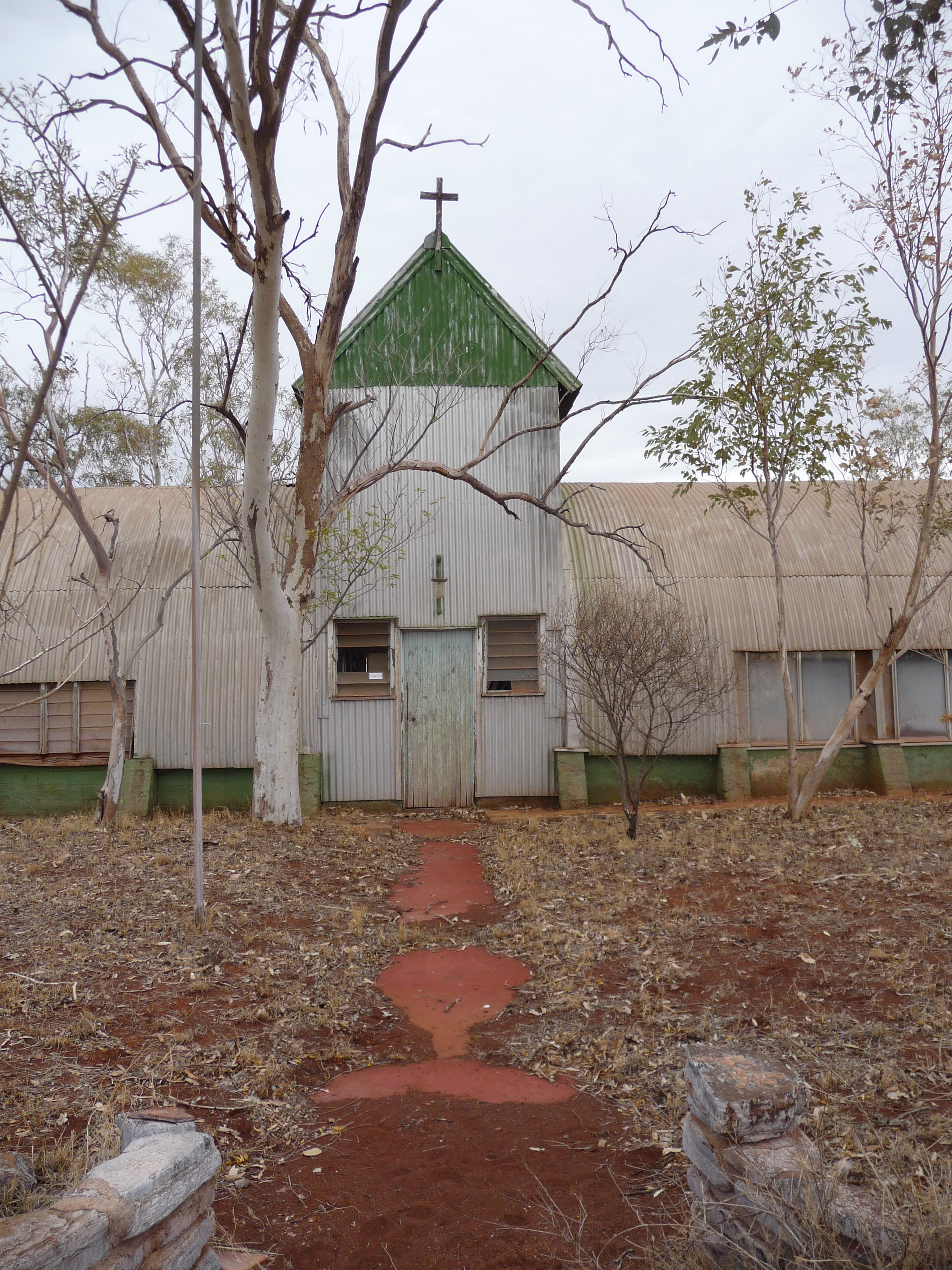
Antiguo Convento de Wittenoom

En 1968, Wittenoom era una de las dos únicas parroquias católicas de Pilbara.

## Historia
En 1917, el Departamento de Minas registró por primera vez la presencia de amianto azul en la cordillera Hamersley. A principios de la década de 1930, Langley Hancock descubrió el desfiladero de Wittenoom, en la propiedad de Mulga Downs.
En 1937, Hancock mostró muestras de amianto azul (crocidolita) que había recogido en el desfiladero a Islwyn Walters y Walter Leonard, que explotaban y trataban amianto blanco en Nunyerrie y en Lionel, cerca de Nullagine. Cuando Hancock se enteró de que la fibra se vendería a 70 libras la tonelada, buscó inmediatamente las mejores minas del desfiladero de Wittenoom.
Leo Snell, tirador de canguros en Mulga Downs, encontró una mina en Yampire Gorge, donde había mucho más amianto azul. Walters y Leonard compraron Yampire Gorge a Snell, trasladaron allí su planta de tratamiento y empezaron a extraer y tratar la fibra. Cuando Leonard envió un telegrama a Londres informando de que había 3,2 km de amianto a la vista en el desfiladero de Yampire, le contestaron que se tomara unas vacaciones. Leonard tuvo que enviar una fotografía antes de que se creyera que Yampire Gorge contenía tanto amianto.
Walters y Leonard despejaron el camino hacia el desfiladero de Yampire volando las rocas más grandes y apartándolas del camino con un equipo de camellos. Incluso después de eso, tardaron siete horas en recorrer con su camión los 24 kilómetros que separaban la explotación de la planta de tratamiento.
En 1940, veintidós hombres trabajaban en las explotaciones del desfiladero de Yampire y se extraían unas 375 toneladas que se transportaban en vagones tirados por mulas hasta la costa, en Point Samson. Durante la Segunda Guerra Mundial, las comunicaciones con Inglaterra se dificultaron y de Berrales adquirió una participación en las minas.
En 1943, la Colonial Sugar Company, a través de su filial Australian Blue Asbestos Ltd., se hizo con el control de las minas de Wittenoom y Yampire. Lang Hancock, que vio cómo la propiedad de su estación se transformaba en un pueblo, declaró en 1958: "Izzy Walters fue el hombre que la clavó y produjo el mercado que hizo posible el Wittenoom de hoy". El socio de Walter, Len Leonard, lo expresó así en 1958: "Si no fuera por él (Islwyn Walters), por sus agallas y su duro trabajo, Wittenoom no existiría. Tenemos que agradecérselo"[cita requerida].
Sin embargo, debido a la falta de rentabilidad, la mina de Wittenoom se cerró en 1966.

## Cierre de la ciudad

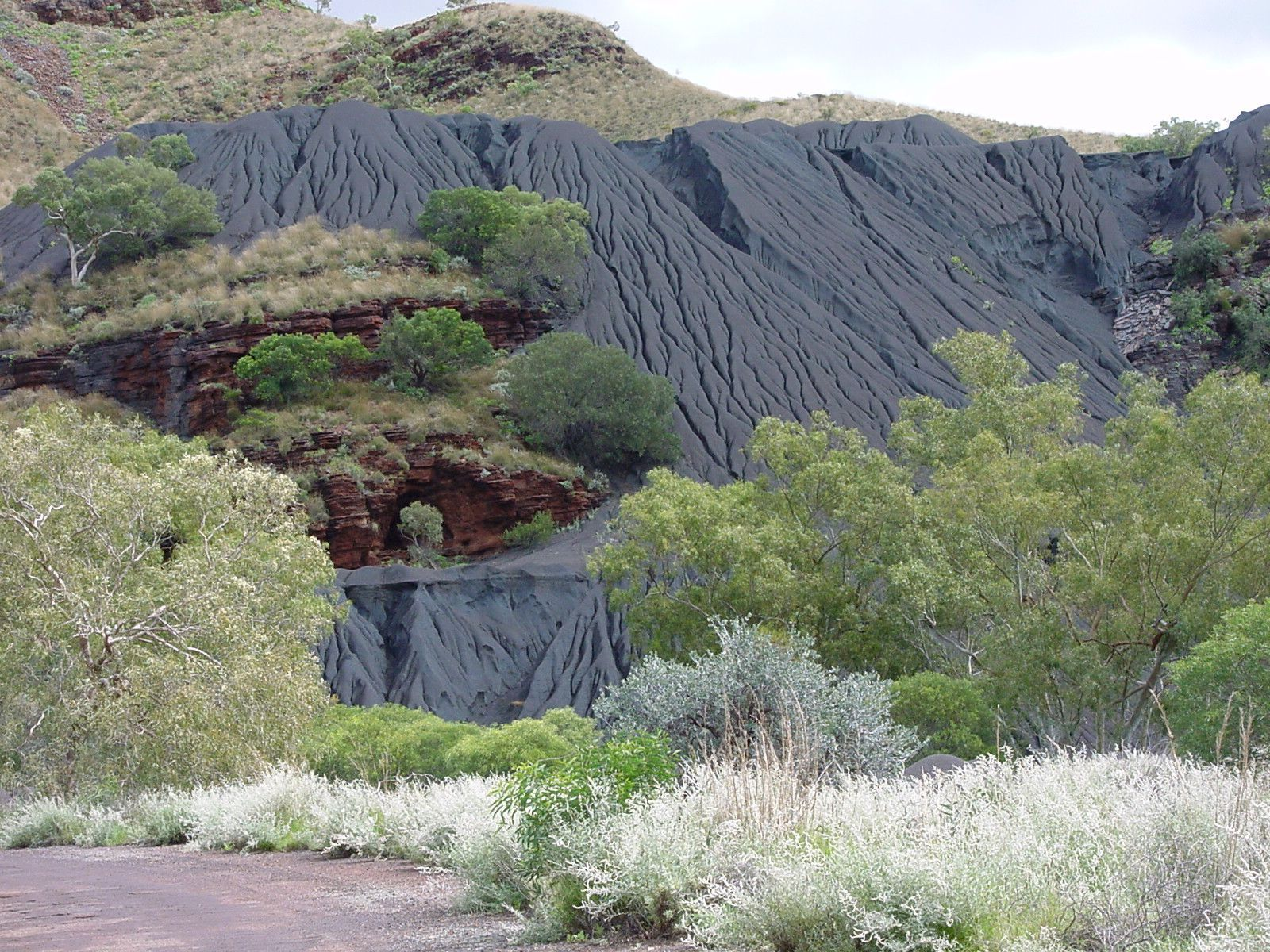
Depósitos de residuos de amianto en el desfiladero de Wittenoom

En 2016, Wittenoom solo contaba con tres residentes permanentes que desafiaron la supresión de servicios por parte del Gobierno de Australia Occidental y su intención declarada de demoler el pueblo. El 30 de junio de 2006, el Gobierno cortó la energía eléctrica a Wittenoom. Todavía quedaban tres residentes a finales de 2018, cuando el Gobierno anunció planes para obligarles a marcharse mediante la adquisición forzosa de sus propiedades.
En noviembre de 2006, un informe de los consultores GHD Group y Parsons Brinckerhoff evaluó los riesgos continuos asociados con la contaminación por amianto en la ciudad y sus alrededores, clasificando el peligro para los visitantes como medio y para los residentes como extremo. En diciembre de 2006, el Ministro de Pilbara y Desarrollo Regional, Jon Ford, dijo que el estatus de Wittenoom como ciudad sería retirado y, en junio de 2007, anunció que el estatus de ciudad había sido oficialmente retirado.
Tanto el Departamento de Sanidad como un auditor acreditado de lugares contaminados revisaron el informe, y este último concluyó que la presencia detectada de fibras de amianto libres en los suelos superficiales de los lugares muestreados suponía un riesgo inaceptable para la salud pública. El auditor recomendó que el antiguo emplazamiento de la ciudad y otras zonas afectadas definidas en el informe se clasificaran como "Contaminadas - Se requiere remediación". El 28 de enero de 2008, el Departamento de Medio Ambiente y Conservación clasificó Wittenoom como lugar contaminado en virtud de la Ley de lugares contaminados de 2003.
Sin embargo, la opinión no es unánime sobre el peligro que representa. Mark Nevill, geólogo y ex diputado laborista por el distrito de Minería y Pastoreo, declaró en una entrevista en 2004 que los niveles de amianto en el pueblo estaban por debajo del nivel de detección de la mayoría de los equipos, y que el verdadero peligro se encontraba en el propio desfiladero que contiene los estériles de la mina.
En su día, los residentes tenían un camping, una pensión y una tienda de gemas para los turistas de paso. En la actualidad, el tejado de la tienda de gemas está hundido y la madera de la casa de huéspedes está podrida, mientras que el camping no se encuentra por ninguna parte.
En 2018 se informó de que miles de viajeros seguían visitando el pueblo fantasma cada año, como una forma de turismo extremo.
El Registro Australiano de Mesotelioma (AMR) es una base de datos nacional que hace un seguimiento de la información sobre las personas a las que se les ha diagnosticado mesotelioma después de julio de 2010. Registra todos los casos nuevos para ayudar al Gobierno a desarrollar políticas sobre cómo tratar el amianto que aún permanece en el país y reducir la incidencia del mesotelioma en el futuro.
El proyecto de ley de cierre de Wittenoom se volvió a presentar en el Parlamento de Australia Occidental en agosto de 2021, y se aprobó el 24 de marzo de 2022. El proyecto de ley permitía la adquisición obligatoria y la demolición de las 14 propiedades privadas que quedaban en el antiguo emplazamiento de la ciudad.
Los Panyjima, propietarios tradicionales de la zona en la que se encuentra Wittenoom, han solicitado al Parlamento de Australia Occidental no sólo la eliminación de todos los edificios que quedan en Wittenoom, sino también la rehabilitación del terreno para que deje de estar contaminado.
En marzo de 2022, el Parlamento de Australia Occidental aprobó el proyecto de ley de cierre de Wittenoom, que permitía al gobierno cerrar Wittenoom de forma permanente mediante la adquisición forzosa de las propiedades privadas restantes y la eliminación de todas las infraestructuras de la ciudad. En septiembre de 2022, se desalojó al último residente. A partir de septiembre de 2022, la ciudad se clasificó como desierta y se cerró al público. Al parecer, un incendio forestal afectó a la zona en torno al 26 de diciembre de 2022, causando daños a los edificios restantes y desbaratando los planes de demolición del lugar durante la estación seca de 2023.

## Legado

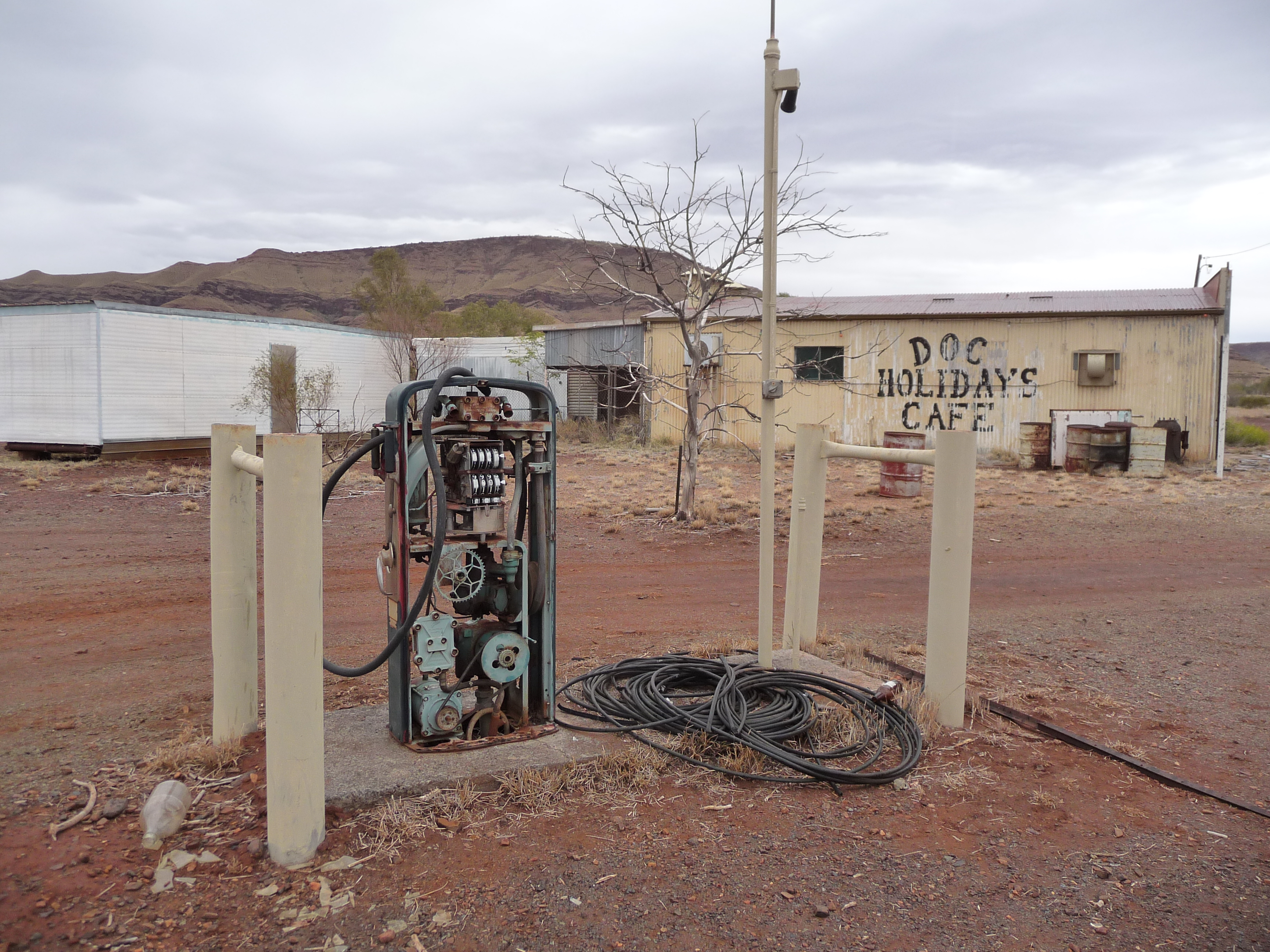
Cafetería Doc Holidays (abandonada) a la entrada de la ciudad

La canción de Midnight Oil de 1990, "Blue Sky Mine", y el álbum del grupo, Blue Sky Mining, se inspiraron en la ciudad y su industria minera, al igual que He Fades Away y Blue Murder, de Alistair Hulett. La ciudad y su historia aparecen también en la novela Dirt Music, de Tim Winton.
El poeta digital Jason Nelson creó la obra Wittenoom: speculative shell and the cancerous breeze, una exploración interactiva de la muerte de la ciudad. Ganó el Premio de Poesía de Newcastle en 2009.
En la novela de suspense The Dead Heart, de Douglas Kennedy, la trama gira en torno a una localidad imaginaria llamada Wollanup, que se corresponde con Wittenoom. The Dead Heart fue adaptada como cómic por Kennedy y el ilustrador Christian de Metter, bajo el título Dead Heart.